# Djurgårdens IF Fotboll 1982
Djurgårdens IF herrfotboll, säsongen 1982. Deltog i följande mästerskap: Division 2 Norra och Svenska cupen.
Djurgården vann Division 2 Norra och fick kvala till Allsvenskan mot lokalkonkurrenten AIK, men förlorade dubbelmötet.

## Truppen
| Nat     | Tränare        | Position     | Född       | I DIF sedan | Kom från   |
| ------- | -------------- | ------------ | ---------- | ----------- | ---------- |
| Sverige | Hans Backe     | Huvudtränare | 1952-02-14 | 1982        | Bro IK     |
| Sverige | Gösta Sandberg | Lagledare    | 1932-08-06 | 1951        | Knivsta IK |

| Nr | Nat     | Spelare          | Position    | Född       | Längd  | Vikt  | Yrke               | I DIF sedan | Kom från                | Ligamatcher | Mål |
| -- | ------- | ---------------- | ----------- | ---------- | ------ | ----- | ------------------ | ----------- | ----------------------- | ----------- | --- |
| 1  | Sverige | Björn Alkeby     | Målvakt     | 1952-07-17 | 186 cm | 83 kg | Fritidskonsulent   | 1971        | Danderyds SK            | 243         | 0   |
| 15 | England | Stuart Garnham   | Målvakt     | 1955-11-30 | 186 cm | 78 kg |                    | 1981        | Karlstads BK            | 8           | 0   |
| 4  | Sverige | Ulf Lundberg     | Back        | 1955-11-06 | 190 cm | 85 kg | Servicetekniker    | 1981        | IFK Sundsvall           | 23          | 1   |
| 6  | Sverige | Mika Leinonen    | Back        | 1957-10-05 | 178 cm | 70 kg | Fritidsledare      | 1979        | IF Brommapojkarna       | 34          | 0   |
| 11 | Sverige | Ronald Åman      | Back        | 1957-01-31 | 183 cm | 80 kg | Journalist         | 1979        | Örebro SK               | 64          | 1   |
| 13 | Sverige | Roger Casslind   | Back        | 1958-02-09 | 175 cm | 70 kg |                    | 1979        | Djurgårdens IF Juniorer | 46          | 2   |
| 14 | Sverige | Vito Knezevic    | Back        | 1956-01-25 | 179 cm | 68 kg | Elevvårdsassistent | 1977        | Norrby IF               | 99          | 7   |
| 16 | Sverige | Lars Stenbäck    | Back        | 1956-01-11 | 175 cm | 65 kg | Studerar till kock | 1975        | Djurgårdens IF Juniorer | 124         | 7   |
| 18 | Sverige | Stefan Ringbom   | Back        | 1961-02-09 | 176 cm | 75 kg |                    | 1981        | Djurgårdens IF Juniorer | 4           | 0   |
| 2  | Sverige | Anders Westberg  | Mittfältare | 1963-03-17 | 175 cm | 68 kg | Kock               | 1982        | Djurgårdens IF Juniorer | 0           | 0   |
| 5  | Sverige | Michael Englund  | Mittfältare | 1960-05-16 | 176 cm | 68 kg |                    | 1981        | Järla IF                | 0           | 0   |
| 7  | Norge   | Arne Erlandsen   | Mittfältare | 1959-12-20 | 176 cm | 68 kg |                    | 1980        | Lillestrøm SK           | 18          | 3   |
| 10 | Sverige | Lars Sandberg    | Mittfältare | 1957-06-25 | 183 cm | 75 kg | Studerande         | 1980        | IF Brommapojkarna       | 41          | 0   |
| 20 | Sverige | Hans Holmqvist   | Mittfältare | 1960-04-27 | 173 cm | 68 kg |                    | 1978        | Djurgårdens IF Juniorer | 53          | 8   |
| 21 | Sverige | Mats Jansson     | Mittfältare | 1961-05-09 | 180 cm | 74 kg |                    | 1981        | Djurgårdens IF Juniorer | 12          | 0   |
| 3  | Sverige | Tommy Berggren   | Anfallare   | 1950-04-20 | 187 cm | 85 kg |                    | 1971        | Djurgårdens IF Juniorer | 269         | 49  |
| 8  | Sverige | Anders Grönhagen | Anfallare   | 1953-05-22 | 183 cm | 77 kg | Studerar           | 1976        | GIF Sundsvall           | 121         | 39  |
| 9  | Sverige | Mats Aronsson    | Anfallare   | 1951-08-16 | 185 cm | 75 kg | Försäkringsman     | 1981        | Landskrona BoIS         | 19          | 2   |
| 12 | Sverige | Peter Strömberg  | Anfallare   | 1956-04-23 | 176 cm | 69 kg | Studerande         | 1981        | Östers IF               | 22          | 2   |
| 17 | Sverige | Volker Tönsfeldt | Anfallare   | 1952-11-24 | 181 cm | 72 kg | Student            | 1980*       | AIK FF                  | 8           | 0   |

## Matcher

### Division 2 Norra
Tabellrad:   plats 1 - 22 matcher  13  4  5   50-23   30p  (+27)
- 30/4	Örebro SK - DIF		2-2
- 5/5	DIF - Västerås SK		0-0
- 10/5	DIF - IF Brommapojkarna		2-1
- 15/5	IFK Eskilstuna - DIF		0-3
- 24/5	DIF - Ope		2-1
- 29/5	Vasalunds IF - DIF		1-1
- 5/6	IFK Norrköping - DIF		3-1
- 14/6	DIF - IFK Västerås		2-0
- 26/6	Sandvikens IF - DIF		0-1
- 30/6	DIF - Karlslunds IF		5-0
- 7/7	IFK Sundsvall - DIF		2-4
- 31/7	DIF - IFK Sundsvall		1-0
- 3/8	IF Brommapojkarna - DIF		1-1
- 7/8	DIF - IFK Eskilstuna		8-0
- 15/8	Västerås SK - DIF		1-3
- 20/8	DIF - Örebro SK		2-3
- 30/8	DIF - Vasalunds IF		2-0
- 4/9	Ope - DIF		1-0
- 11/9	IFK Västerås - DIF		0-2
- 18/9	DIF - IFK Norrköping		1-4
- 25/9	Karlslunds IF - DIF		0-1
- 1/10	DIF - Sandvikens IF		2-2

### Kval till Allsvenskans säsong 1983
- DIF-AIK 1-2 (Målskytt: Anders Grönhagen)
- AIK-DIF 2-2 (Målskyttar: Vito Knezevic (straff), Tommy Berggren)

Djurgården förlorade dubbelmötet med sammanlagt 3–4.

### Svenska cupen
HuvudartikelSvenska cupen i fotboll
- 20/6	IFK Malmö - DIF		5-3